# Драсена (микрорегион)
Драсена (порт. Microrregião de Dracena) — микрорегион в Бразилии, входит в штат Сан-Паулу. Составная часть мезорегиона Президенти-Пруденти. 
Население составляет 	116 149	 человек (на 2010 год). Площадь — 	2 864,063	 км². Плотность населения — 	40,55	 чел./км².

## Демография
Согласно сведениям, собранным в ходе переписи 2010 г. Национальным институтом географии и статистики (IBGE), население микрорегиона составляет:						
| Полное население                             | Полное население                             | Полное население                             | Полное население                             | 116 149 |
| -------------------------------------------- | -------------------------------------------- | -------------------------------------------- | -------------------------------------------- | ------- |
| в том числе:                                 | Городское население                          | 102 426                                      | Процент городского населения, %              | 88,19   |
|                                              | Сельское население                           | 13 723                                       | Процент сельского населения, %               | 11,81   |
|                                              | Мужское население                            | 58 967                                       | Процент мужского населения, %                | 50,77   |
|                                              | Женское население                            | 57 182                                       | Процент женского населения, %                | 49,23   |
| Плотность населения, чел/км²                 | Плотность населения, чел/км²                 | Плотность населения, чел/км²                 | Плотность населения, чел/км²                 | 40,55   |
| Население микрорегиона в % к населению штата | Население микрорегиона в % к населению штата | Население микрорегиона в % к населению штата | Население микрорегиона в % к населению штата | 0,28    |

## Статистика
- Валовой внутренний продукт на 2003 составляет 611 819 016,00 реалов (данные: Бразильский институт географии и статистики).
- Валовой внутренний продукт на душу населения на 2003 составляет 5632,21 реалов (данные: Бразильский институт географии и статистики).
- Индекс развития человеческого потенциала на 2000 составляет 0,779 (данные: Программа развития ООН).

## Состав микрорегиона
В составе микрорегиона включены следующие муниципалитеты:
1. Драсена
2. Жункейрополис
3. Монти-Кастелу
4. Нова-Гуатапоранга
5. Ору-Верди
6. Панорама
7. Паулисея
8. Санта-Мерседис
9. Сан-Жуан-ду-Пау-д’Алью
10. Тупи-Паулиста